# Église Saint-Quentin de Saint-Quentin-la-Chabanne
L'église Saint-Quentin est une église catholique située à Saint-Quentin-la-Chabanne, en France.

## Localisation
L'église est située dans le département français de la Creuse, sur la commune de Saint-Quentin-la-Chabanne.

## Historique
L'édifice est classé au titre des monuments historiques en 1914.
Cette église, du XIVe siècle, comprend une nef terminée par une abside à deux pans aboutissant à un pilier qui forme le fond du sanctuaire. Un crypte, construite en même temps que la nef, s'étend sous la partie Est. Un cloche-mur, d'époque indéterminé, s'élève à l'Ouest.
Les trois travées de la nef et le chœur sont voûtés d'ogives à liernes. Les nervures sont de profil torique an amande. La retombée des nervures se fait sur des faisceaux de trois colonnes à chapiteaux polygonaux. Une partie de ces voûtes a été refaite en 1869. Deux crédences à tracé brisé, ornées d'un tore, sont creusés dans les murs du chœur. Avant les réparations de 1869, l'église n'était éclairée que par les deux grandes baies à meneau et réseau polylobée, percées dans les pans de l'abside, et une petite fenêtre au-dessus du portail ; on a ajouté une grande baie dans les murs Nord de la nef. Le portail Ouest est en tracé brisé, avec boudins, colonnettes à chapiteaux formant une frise qui se continue, à droite et à gauche, au-delà du portail ; un masque humain est sculpté sur chaque jambage. Les vantaux de ce portail, datés de 1814, sont ornés de trophées religieux.
La crypte, à laquelle un escalier donne accès de la nef, comprend une travée, voûtée en berceau brisé, et un sanctuaire voûté en cul-de-four qui sépare un arc-doubleau retombant sur des piliers engagés. L'éclairage est assuré par trois baies dans le sanctuaire ; leurs lunettes pénètrent dans le cul-de-four. La baie centrale est bifurquée et une niche, aménagée dans la fourche, contient la statue connu sous le nom de Notre-Dame-sous-Terre, Vierge noire en bois tenant l'enfant (du XVIIe siècle), objet de culte populaire et invoquée pour la protection des enfants. Des ex-voto (Vêtements, rubans, souliers, etc.) sont suspendus dans la crypte.
L'église avait autrefois un clocher en charpente, monté sur la troisième travée de la nef, auquel on accédait par un escalier en vis, toujours existant, établi au contrefort Nord. Un clocheton l'a remplacé et un clocher-mur a été élevé, qui représente la particularité de ne pas tenir à l'église ; il est indépendant et cinq mètres le séparent de la façade Ouest. Cette disposition paraît s'expliquer par un changement de parti : on avait voulu ou allonger la nef d'une travée ou construire un clocher-porche, le clocher-mur actuel devant constituer un des cotées ; on s'est contenté d'un clocher-mur, exemplaire, unique en Creuse, du type à couronnement horizontal ; il est percé de quatre arcades.
Sur les murs du chœur et de la nef, des médaillons peints vers 1880 portent chacun le nom de l'un des curés qui se sont succédé à Saint-Quentin depuis Guillaume Feydeau (1465). Cette commémoration originale est due à l'abbé Pataux, l'historien de Felletin, qui a lui-même été curé de Saint-Quentin de 1862 à 1889. Un tableau, également établi par lui, contient le nom des prêtres communalistes de la paroisse que ses recherches lui avaient fait retrouver.